# Batalla de Montejurra (1873)
La batalla de Montejurra fou un dels combats de la Tercera guerra carlina, lluitat entre el 7 i el 9 de novembre de 1873.

## Antecedents
Amadeu I de Savoia va abdicar en 10 de febrer de 1873, establint-se la Primera República Espanyola, i el 16 de juliol Carles VII tornà a Navarra. Primo de Rivera volia apoderar-se d'Estella, aprofitant l'escassetat de forces carlines que hi havia llavors a Navarra, ocupades les altres en els bloquejos de Bilbao i Tolosa, decidí l'atac a Montejurra, que dominava els passos vers aquesta ciutat i constituïa la clau d'aquell important focus de la insurrecció carlista. Per aconseguir el seu objectiu, l'exèrcit liberal, a les ordres del general Domingo Moriones i Murillo va sortir de Vitoria el 13 de setembre amb 12.000 homes.
Des de los Arcos atacava de forma resolta a Villatuerta i Arandigoien, situats a l'esquerra del riu Ega i la vora del Guisquillano, ordenà la formació de quatre columnes d'atac: la de Molina, constituint l'extrema dreta, que per Allo tenia d'envoltar el flanc dret del poble de Discatillo, que pel cantó esquerre havia de ser atacat per la columna Cortijo, continuant les dues reunides per Morentin i Muniain a donar-se la mà amb Tassara: la tercera columna, comandada per Antonio Moreno del Villar, hauria de prendre Arroitz passant a Arellano per protegir el moviment de Cortijo, i pel mateix poble d'Arroitz devia passar la quarta columna comanada pel brigadier Albornoz, que tenia per missió, no tan sols donar suport a Moreno, sinó el de caure per l'esquerra sobre els alts de Barbarín. Totes les columnes haurien d'atrinxerar-se i fer-se forts en els pobles conquistats.
A primeres hores del matí, després de passar el congost que limita el pla de Los Arcos, l'exèrcit liberal es trobà a la vista d'Iguzkitza, Luquin i Barbarin, pobles situats en les serres de les citades muntanyes, units per un camí carreter i on havien pres posicions les forces carlines a les ordres de Joaquín Elio Ezpeleta, composta d'uns 5.000 homes.

## Batalla
A la tarda s'havien apoderat els liberals de tots els pobles assentats a la falda de Montejurra i de l'alt nomenat Monverde, a costa d'unes 400 baixes, no sent menors les dels patides pels carlins. La situació de Calderón era extremadament crítica, perquè les defenses de Montejurra no estaven acabades, l'única font amb la que podia contar quedava sota el foc enemic, i ja es començava a notar la manca de munició. Durant la nit Antonio Lizárraga i Esquiroz menà tots els reforços que va poder reunir, reduïts a vuit companyies alabeses menades pel baró de Sangarrén: i Calderón, per a reanimar la seva host, va emprendre durant la nit un atac sorpresa sobre Arellano, sorprenent i desallotjant l'enemic. A l'albada del dia 18 intenta recuperar la posició de Monverde, però carregats cinc vegades a la baioneta per les columnes de Moreno del Villar i Cortijo, hagué de retirar-se, a la fi, amb uns 100 homes que li restaven, doncs la major part dels seus soldats havien fugit vers Estella, al fort que coronava la posició, on resistí heroicament fins que envoltat per tots cantons i no podent vèncer el pànic que s'apoderà dels seus soldats, va caure presoner de les tropes assaltants.
El general Moriones dirigí l'atac principal sobre Barbarin, que venia a constituir l'esquerra del front carlista, aconseguint que l'enemic abandones la seva primera línia i es retirés a posicions més avantatjoses situades a uns 300 metres de la població. Amos els liberals de Barbarin, Moriones ordenà que el brigadier Catalán ataqués Luquín, marxant per la carretera que uneix aquestes dues poblacions, mentre Pedro Ruiz Dana amb la seva brigada s'apoderava d'Iguzkitza, extrema dreta del front enemic: ordena'n, a més, que noves forces reforcessin la dreta del general Primo de Rivera que atacava de manera resolutiva les improvisades defenses de l'enemic més amunt de Barbarin. Preses les altures que dominaven aquesta població i desallotjat l'enemic de totes les posicions que constituïen la seva extrema esquerra, traslladant-se el general en cap amb part de les forces del flanc dret vers Iguzkitza, situat a l'altre extrem de la línia, que acabava de ser presa per les hosts de Ruiz Dana, mentre en el centre els brigadiers Catalán i Tello penetraven a Luquín després de vèncer la valerosa i tenaç resistència dels batallons carlins alabesos i biscaïns.
A les dues del migdia, els carlins que havien cedit les posicions en els pobles corrent per la falda de Montejurra carregaren sobre l'esquerra liberal situada a Iguzkitza, posant en una greu situació en Ruiz Dana, que se salva d'un desastre mercès la sacrifici del regiment de San Quintin el qual es cobrí de glòria, perdent la meitat dels seus oficials i la tercera part de la tropa. La resistència dels carlins assoliren de conservar en les seves mans el pas entre Iguzkitza i Villamayor de Monjardín, la qual pèrdua equivalia a la de Monjardín i Estella, distingint-se notablement el 5e. navarrès, encoratjat per la presència d'En Carles. El dia 7 envesprí ocupant els liberals les posicions de Barbarin, Luquín i Iguzkitza, i els carlins mantenint-se en les posicions altes del congost.
La rudesa del combat, la resistència no gens menys trencada dels carlins, la manca de munició, de queviures i de material sanitari, obligaren a Moriones a emprendre la retirada, que s'inicià a mitja nit del dia 8, simulat un atac vers els congosts d'Estella, per distreure l'atenció dels carlins. Reunida tota la impedimenta a Iruzkitza, abandonant farina i civada per a procurar-se mitjans de transport pels ferits i deixant en la població citada alguns ferits greus amb el metge de Savoia, emprengueren el moviment en un orde tant perfecte que va mereix els elogis del general enemic. Encara que, en adonar-se Elio, de la retirada dels liberals tractà de treure tot el suc possible de la situació, no en pogué aconseguir res, doncs a les encertades mesures del general Moriones s'uní la manca de cavalleria carlista. Les baixes d'uns i altres combatents excediren de 800, sent menors les dels carlins per haver combatut a cobert.

## Conseqüències
L'exèrcit de Moriones, després de reposar el dia 10 a Los Arcos, marxà l'11 a Viana a racionar-se. Encara que Moriones es volgué atribuir la victòria per haver desallotjat els carlins, que en la seva tenaç resistència, secundada per la manca de recursos amb què es trobà el general Moriones, impediren a aquest assolir el seu objectiu, que era forçar el pas vers Estella.
Els carlins van considerar aquesta batalla a camp obert i defensiva com una de les seves més importants victòries i un dels seus més gloriosos fets d'armes, de manera que, a més de crear-se poc després una medalla commemorativa de la victòria, es va organitzar anualment en aquest lloc, el primer diumenge de maig, un romiatge d'ascens fins al cim de la muntanya, on se celebrava una missa i una concentració a la plaça d'Estella com a acte de reivindicació política del carlisme.